# Řád bílého sokola
Domácí řád bílého sokola, někdy také Řád bdělosti (německy Hausorden vom Weißen Falken, Hausorden der Wachsamkeit) byl sasko-výmarský řád. Založil ho 2. srpna 1732 sasko-výmarský a sasko-eisenašský vévoda Ernst August I. Postupem času řád upadal, ale 18. října 1815 byl obnoven ve formě záslužného řádu velkovévodou sasko-výmarsko-eisenašským Karlem Augustem.

## Vzhled řádu
Odznakem je zlatý, tmavozeleně smaltovaný maltézský kříž. Mezi jeho rameny se nacházejí červeně smaltované špičky, zakončené zlatou ozdobou s perličkou na konci. Kříž je převýšen korunou. Na kříži je položen bílý sokol se zlatou zbrojí. Na zadní, bíle smaltované straně je ve středu nápis VIGILANDO ASCENDIMUS (bdělostí stoupáme vzhůru).
Kříž rytíře 2. třídy je tlapatý, stříbrný a bíle smaltovaný. Ve zlatém středovém medailonku je bílý sokol. Vzadu pak korunované iniciály právě vládnoucího vévody.
Hvězda je osmicípá a stříbrná, ve středu bílý sokol okolo nějž se vine heslo řádu VIGILANDO ASCENDIMUS. Pod střed je položen zelený řádový kříž. Hvězda komandéra je stříbrná a čtyřcípá se stejným středem, ale bez kříže.
Stuha červená.

## Dělení
Řád měl původně tři třídy, dne 18. února 1840 byla přidána třída rytíře 2. třídy.
- velkokříž – velkostuha, hvězda
- komandér s hvězdou – u krku, hvězda
- komandér – u krku
- rytíř 1. třídy – na prsou
- rytíř 2. třídy – na prsou, stříbrný kříž